# Stade Athletique Épinal
El Stade Atlético Épinal es un club de fútbol francés de la ciudad de Épinal. Fue fundado en 1941 a raíz de la fusión de los equipos Stade Saint Michel y L'Athletique Club Spinalien y juega en el Championnat National 2, cuarta categoría del fútbol francés. Nunca ha jugado en la Ligue 1.

## Palmarés
- CFA Grupo B (1): 2013/14
- DH Lorraine Grupo 1 (1): 1998